# آب ريزكي
آب ريزكي (كوشك) (بالفارسية: آبریزکی) هي منطقة سكنية تقع في إيران في قسم كوشك الريفي. يقدر عدد سكانها بـ 0 نسمة بحسب إحصاء 2016.